# Гебхард XVII фон Алвенслебен
Гебхард XVII фон Алвенслебен (на немски: Gebhard XVII von Alvensleben; * ок. 1476/ 1477, Калбе (Милде); † 7 април 1541, Алвенслебен в Хое Бьорде) е благородник от род Алвенслебен в Саксония-Анхалт, ландесхауптман в Алтмарк, магдебургски съветник и амтсхауптман на Волмирщет.

## Биография
Той е син на Лудолф IV фон Алвенслебен в Калбе/Милде и Хундисбург (* 1421; † 25 януари 1476) и съпругата му Анна фон Бюлов († 1473), дъщеря на рицар Вико фон Бюлов († 1453) и Кристина фон Карлов († сл. 1469). Внук е на Лудолф III фон Алвенслебен († сл. 1437) и Армгард/Ермгард фон Хонлаге (* ок. 1396). Брат е на Бусо VIII фон Алвенслебен/I († 1493), епископ на Хавелберг (1487 – 1493). Братовчед е на Бусо X фон Алвенслебен/II († 1548), епископ на Хавелберг (1523 – 1548).
Като млад Гебхард е повечето на военна служба. През 1492 г. участва в помощната войска на Бранденбург при обсадата на Брауншвайг от херцозите. През 1499 г. е във войската на немския крал и по-късен император Максимилиан I в похода срещу Швейцария. През 1512 г. той се отличава в рицарския турнир на курфюрста в Нойрупин. По-късно Гебхард е направен от курфюрст Йоахим I на бранденбургски съветник и от 1516 до 1521 г. ландесхауптман на Алтмарк. След това е архиепископски магдебургски съветник и амтсхауптман във Волмирстет.
В сключения през 1500 г. наследствен договор с братята му той получава една девета от Бург Калбе и половината от дворец Хундисбург. През 1534 г. Гебхард купува архиепископския замък Алвенслебен като залог и се настанява там.
Герхард XVII фон Алвенслебен умира на ок. 65/70 години на 7 април 1541 г. в Алвенслебен и е погребан в църквата „Св. Николай“ в Калбе (Милде). Съпругата му е погребана в манастир „Мариентал“ при Хелмщет.

## Фамилия
Герхард XVII фон Алвенслебен се жени пр. 12 март 1510 г. за Фредеке фон Венден (1488 – 1551), дъщеря на Лудолф фон Венден и Маргарета фон Велтхайм. Те имат девет деца:
- Лудолф X фон Алвенслебен (* 1511; † 11 април 1596, Хундисбург), магдебургски съветник, женен 1540 г. за Берта фон Бартенслебен (* 1514; † 30 януари 1587), дъщеря на Бусо фон Бартенслебен († 1548) и Берта фон Харденберг († 1587)
- Йоахим I фон Алвенслебен (* 7 април 1514, Хундисбург; † 12 февруари 1588, Алвенслебен), хуманист, женен I. февруари 1549 г. в Калбе за Анна фон Бартенслебен (* 1526; † 21 март 1555, Алвенслебен); имат 16 деца, II. на 30 ноември 1556 г. в Алвенслебен за Кунигунда фон Мюнххаузен (* 1534; † 3 декември 1565, Калбе), III. на 9 ноември 1569 г. в Еркслебен за Маргарета фон дер Асебург (* 25 май 1541; † 24 декември 1606, Айхенбарлебен) и има с нея три деца
- Франц фон Алвенслебен († ок. 1543)
- Гебхард фон Алвенслебен († 1553)
- Анна фон Алвенслебен († 25 юли 1571, Ампфурт), омъжена I. за Бернхард фон дер Асебург († 8 май 1534), II. за Хартвиг фон дем Вердер
- Маргарета фон Алвенслебен, омъжена I. за Йохан фон Оперсхаузен, II. за Ханс фон Холтцендорф
- Елизабет фон Алвенслебен
- Урсула фон Алвенслебен, омъжена за Ханс фон Кнайтлинген
- Емеренция фон Алвенслебен, омъжена за Андреас фон Майендорф (* 1522; † 1583)